# Metro de Rennes
El Metro de Rennes és una xarxa de ferrocarril metropolità de Rennes, a França, oberta el 15 de març de 2002. Aquest metro està basat en el sistema VAL (vehicle automàtic lleuger) de Siemens. Només té una línia de 9.4 km, que circula entre el nord-oest i el sud-est entre les estacions de J.F. Kennedy i La Poterie, amb 15 estacions, 13 de les quals soterrades. L'estació de La Poterie i els viaductes de la línia han estat dissenyats per Norman Foster.
La xarxa està controlada a totes hores per almenys 4 persones al centre de control central (poste de commande centralisée). 120 càmeres controlen dins i fora de les estacions en la línia.
Els trens funcionen entre les 05:20 i les 00:40 cada dia de la setmana, i la seva freqüència és d'entre 3 i 7 minuts. Es tarden uns 16 minuts a recórrer la línia sencera, i la velocitat dels trens és de 32 km/h. Totes les estacions disposen d'ascensors i estan adaptades a PMR.
El sistema té 16 trens, aquests pesen 28 tones i fan 26 metres de llarg. Cada tren té una capacitat per a 158 passatgers (50 asseguts i 108 dempeus). El 2005, es van afegir 4 nous trens, i 4 més van entrar en servei a principis de 2006, permetent disminuir la freqüència de pas a 90 segons.

Plànol del Metro de Rennes

Al Gener de 2005, van ser oberts tres aparcaments dissuasius, oferint 900 places d'aparcament. Dos més van ser oberts entre el 2006 i el 2007 amb 700 places d'aparcament.
La línia està explotada per STAR (Société des Transports d'Agglomeration Rennais), i dirigida per Keolis (una filial de la SNCF).
Una segona línia, la línia B, amb una orientació del nord-est cap al sud-oest, està prevista pel 2022.

## Estacions

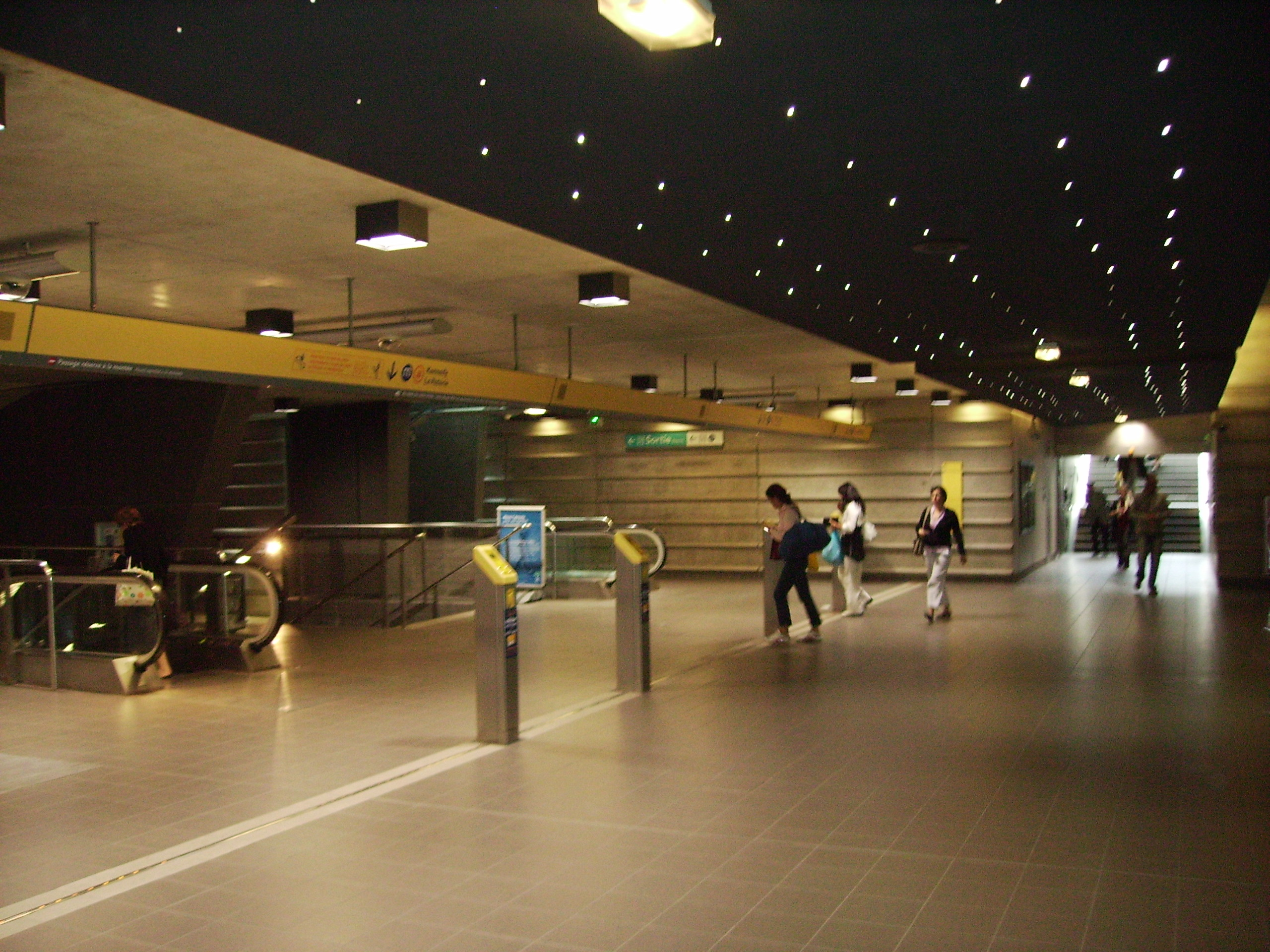
Estació de Charles de Gaulle

- J.F. Kennedy
- Villejean-Université
- Pontchaillou
- Anatole France
- Ste-Anne
- République
- Charles de Gaulle
- Gares (Connexió amb la SNCF)
- Jacques Cartier
- Clemenceau
- Henri Fréville
- Italie
- Triangle
- Blosne
- La Poterie